# Beyond (Dinosaur Jr.)
| Recensione | Giudizio |
| ---------- | -------- |
| AllMusic   | [ 1 ]    |

Beyond è l'ottavo album del gruppo statunitense Dinosaur Jr., pubblicato il 30 aprile 2007 dalla Fat Possum Records.

## Tracce
1. Almost Ready – 3:08 (J Mascis)
2. Crumble – 4:04 (J Mascis)
3. Pick Me Up – 6:32 (J Mascis)
4. Back to Your Heart – 4:30 (Lou Barlow)
5. This Is All I Came to Do – 5:21 (J Mascis)
6. Been There All the Time – 3:40 (J Mascis)
7. It's Me – 5:14 (J Mascis)
8. We're Not Alone – 4:35 (J Mascis)
9. I Got Lost – 4:37 (J Mascis)
10. Lightning Bulb – 3:45 (Lou Barlow)
11. What If I Knew – 4:01 (J Mascis)

## Formazione
- J Mascis - chitarra, voce
- Lou Barlow - basso, voce
- Murph - batteria